# Степан Твердиславич
Степан Твердиславич (ум. 16 августа 1243, Новгород, Новгородская республика) — боярин Прусской улицы, новгородский посадник в 1230—1243 гг.

## Посадничество
В 1215 году из Торжка князь Ярослав Всеволодович воюет с Новгородом. В Новгороде начался голод и эпидемия, после чего было послано новгородское посольство к князю в Торжок с просьбой к князю прекратить торговую блокаду. Князь Ярослав арестовал посольство, в составе которого были Степан Твердиславич и Юрий Иванкович.
Степан Твердиславич был активным участником в боярской борьбе против посадника Внезда Водовика в 1229—1230 годах. Лишь 9 декабря 1230 года после отъезда Внезда Водовика и убийства новгородцами его сторонника Семёна Борисовича, был посажен на посадничью должность Степан Твердиславич. Он был инициатором разграбления дворов Внезда и его сторонников. Новгородское посадничество длилось до самой его смерти (16 августа 1243 г.). Погребён был с почётом в Мартирьевской паперти Софийского собора.
Сын Степана Твердиславича Михалко (Михаил) тоже стал посадником.

## Семья
1. Михалко Степанич
  1. Твердислав Михалкович
    1. Степан Твердиславич
      1. Михалко Степанич

  2. Фёдор Михалкович

### Научная
- Степан Твердиславич // Великий Новгород. История и культура IX—XVII веков: Энциклопедический словарь. — СПб.: Нестор-История, 2007. — С. 446.
- Янин В. Л. Новгородские посадники. — М.: Языки славянских культур, 2003. — 512 с.

### Художественная
- Субботин А. А. За землю русскую. Ист. роман. — М.: Воениздат, 1957. — 696 с.